# Casamance

Lage der Casamance in Senegal

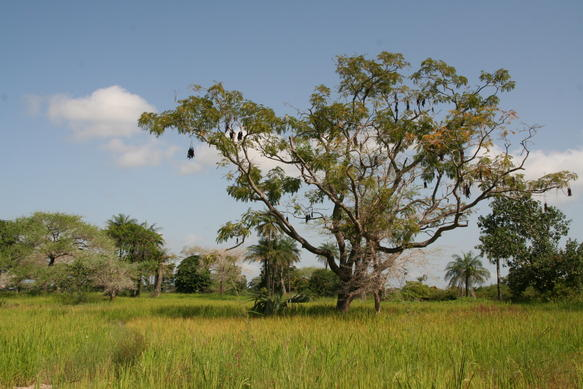
Typische Landschaft

Die Casamance ist eine Landschaft, die sich entlang des gleichnamigen Flusses im Süden Senegals zwischen Gambia und Guinea-Bissau erstreckt. Sie unterscheidet sich vor allem durch größeren Wasserreichtum und stärkere Vegetation sowie in der Zusammensetzung der Bevölkerung vom Rest Senegals. Die Einwohner der Casamance – insbesondere diejenigen aus der Volksgruppe der Diola – besitzen eine starke eigene Identität. Bereits 1942 führte Aline Sitoé Diatta einen Aufstand gegen die französische Kolonialmacht an und wurde so zur berühmtesten Widerstandskämpferin gegen den Kolonialismus in Senegal.

## Geographie und Klima
Die Casamance ist eine Landschaft im Südwesten Senegals, die im Norden an Gambia und im Süden an Guinea-Bissau grenzt. Grenze im Westen ist der Atlantische Ozean und im Osten die Koulountou und der Gambia. Die Fläche der Casamance macht ein Siebtel der Gesamtfläche des Senegal aus.
Die Casamance ist in drei Regionen unterteilt, die jeweils nach den Präfekturstädten benannt sind. Dies sind die Region Ziguinchor (früher Untere Casamance genannt) im Westen, die 2008 neu geschaffene Region Sédhiou in der Mitte und die Region Kolda im Osten. Die Regionen sind nochmals in Départements unterteilt. Die Namen der Départements richten sich jeweils nach dem Hauptort mit dem Sitz der Départementspräfektur.
Die Regenzeit in der Casamance dauert ungefähr vier bis fünf Monate und liegt zwischen Juni und Oktober. Hier fallen mehr Niederschläge als im Norden des Senegals. Die Vegetation besteht daher anders als im Sahel-geprägten Norden Senegals aus tropischem Regenwald.
Im Unterlauf des Casamance und des nördlichen Nebenflusses Soungrougrou macht sich bis 200 Kilometer landeinwärts der Küste die Gezeitenströmung bemerkbar und hat das Flussbett auf teilweise 4000 Meter Breite ausgewaschen. Die Uferzonen werden von einem Mangrovensystem begleitet, das sich zur Mündung hin in Bolongs immer weiter verzweigt und einen amphibischen Landschaftstyp prägt. Einige Bolongs reichen teilweise 20 oder 30 Kilometer weit in das Landesinnere.

## Bevölkerung
Die letzten Volkszählungen ergaben für die Regionen der Casamance jeweils folgende Einwohnerzahlen:
| Region             | VZ 1988 | VZ 2002   | VZ 2013   |
| ------------------ | ------- | --------- | --------- |
| Kolda              | 591.833 | 836.230   | 662.455   |
| Sédhiou            | –       | –         | 452.994   |
| Ziguinchor         | 398.337 | 437.986   | 549.151   |
| Casamance zusammen | 890.170 | 1.274.216 | 1.664.600 |

Die Casamance wird hauptsächlich von drei Ethnien bewohnt:
1. Die Diola konzentrieren sich auf die Region Ziguinchor. Die Zahl der Sprecher in Senegal wird seit vielen Jahren (ohne Datum) mit 340.000 angegeben.
2. Die Mandinka haben die Region Sédhiou als Siedlungsschwerpunkt. Die Zahl der Sprecher in Senegal wurde 2006 mit 669.000 angegeben.
3. In der Region Kolda wird die Bevölkerungsmehrheit von den Peul gebildet. Diese sind allerdings auch in großen Landesteilen weiter nördlich zu finden. Die Zahl der Sprecher in Senegal wurde 2006 mit 3.450.000 angegeben.

Daneben gibt es noch kleinere Siedlungsgebiete anderer Ethnien. Die Wolof, die in Senegal die größte Volksgruppe sind, spielen in der Casamance nur eine Nebenrolle. In ländlichen Gebieten haben sie sich in eigenen Dörfern von der übrigen Bevölkerung separiert. Erkennbar ist diese Trennung oft durch einen Zusatz im Namen der Dörfer wie etwa Louida Diola und Loudia Ouolof oder Diakene Diola und Diakene Ouolof, Dörfer im Département Oussouye.
Mit 75 % bekennt sich der größte Teil der Einwohner zum Islam. 17 % sind Christen, zumeist Katholiken (Bistümer Kolda und Ziguinchor). 8 % bekennen sich zu regionalen Kulten. Die Casamance hat demnach im Gegensatz zu anderen Teilen Senegals einen größeren Anteil an Christen in der Bevölkerung.
Auch sprachlich unterscheidet sich die Casamance vom Rest Senegals. Verbreitet ist hier das Crioulo, eine portugiesisch basierte afrikanische Kreolsprache, die auf die Zeit der portugiesischen Kolonialherren zurückgeht. Der Senegal hat Beobachterstatus in der Gemeinschaft der Portugiesischsprachigen Länder.

## Politik
Eine wichtige Partei in der Casamance war der 1947 gegründete Mouvement des forces démocratiques de la Casamance (MFDC), der die regionalen Interessen der Casamance gegenüber der senegalesischen Regierung geltend machte. Diese Bewegung wurde maßgeblich getragen von dem Streben der Diola nach Autonomie und war ein wesentlicher Akteur im sogenannten Casamance-Konflikt. Politischer und militärischer Flügel des MFDCs haben sich allerdings seit Beginn des bewaffneten Kampfes 1982 nach und nach voneinander entfremdet. Verhandlungen zwischen der Regierung und Rebellengruppen haben zwischen 2001 und 2017 nach und nach zu einer Befriedung des Konflikts geführt.

## Wirtschaft
Die Casamance  ist vor allem durch Wirtschaft im Primärsektor geprägt. Holz wird für den Bau und zur Möbelherstellung gewonnen. In den Schwemmlandebenen des Casamanceflusses und seiner Seitenarme wird vor allem Reis angebaut, in den Hochterrassen Getreide, Gemüse, Salat, Cashewnüsse, Mangos, Zitrusfrüchte und Palmöl. Entlang des Casamanceflusses und seiner Nebenarme gibt es Fischfang und Austernzucht.
Eine andere Säule der Wirtschaft ist eine saisonal bedingte oder länger anhaltende Arbeitsmigration der Bewohner in den Norden nach Gambia und in die Städte Senegals.
Seit dem Beginn der militärischen Austragung des Casamance-Konflikts im Jahr 1982 war die Produktivität in dem betroffenen Landesteil stark geschrumpft. Anhaltende Unsicherheit der politischen Lage und die Verminung weiter Landstriche verhinderten das Bewirtschaften der Felder. – Dafür hatte sich eine Kriegsökonomie gebildet, von der vor allem die diversen Rebellenverbände der Casamance profitieren. Durch Raubbau von Edelhölzern, Hanfanbau oder durch Schutzgelderpressung finanzierten sie ihre Ausrüstung und erreichten eine relative Unabhängigkeit von ausländischen Geldgebern.

## Städte
Innerhalb der Casamance befinden sich unter anderen diese Städte:
- Kolda
- Sédhiou
- Vélingara
- Bignona
- Ziguinchor
- Oussouye
- Cap Skirring